# Adolf Ludvig Piper
Adolf Ludvig Piper, född 10 januari 1750, död 17 maj 1795, var en svensk greve och hovman.

## Biografi
Adolf Ludvig Piper föddes 1750. Han var yngsta barnet till greve Carl Fredrik Piper och grevinnan Ulrika Christina Mörner af Morlanda. Piper studerade först vid Lunds universitet och blev sedan extra ordinarie kanslist vid Kungliga Kansliet. Vid hovet steg han i graderna till kanslijunkare 1769, hovjunkare, kammarherre 1773 och sedan handsekreterare 23 september 1775 hos drottning Sofia Magdalena. Han utnämndes 1 september 1782 till riddare av Nordstjärneorden och var från 26 november 1784 till 25 september 1787 kammarherre på stat. Piper avled 1795 och begravdes i Piperska graven i Ängsö kyrka.
I enlighet med farmodern Christina Pipers testamente ärvde han 1770 fideikommisset Ängsö slott, som ätten ägt sedan 1710. Han bevistade riksdagen i Gävle.

### Familj
Piper gifte sig 21 mars 1777 i Stockholm i ett arrangerat äktenskap med grevinnan Eva Sophie von Fersen (1757–1816), dotter till fältmarskalken Fredrik Axel von Fersen och grevinnan Hedvig Catharina De la Gardie. Äktenskapet, som har beskrivits som mindre lyckligt, resulterade i fyra barn. Sophie hade under 1790-talet ett, som det synes, öppet utomäktenskapligt förhållande med Evert Vilhelm Taube, vars förmögenhet hon senare ärvde. 
Makarnas barn var kammarherren Axel Adolf Piper (1778–1827) som var gift med friherrinnan Magdalena Armfelt, Hedvig Eleonora Piper (född 1779), hovfröken Sofia Ulrika Piper (1779–1848) som var gift med kammarherren Eric Anders Cederström, Charlotta Christina Piper (1783–1798) och överhovjägmästaren Carl Fredrik Piper (1785–1859).